# Polindo
Polindo es un libro de caballerías español, publicado en Toledo en 1526 en la imprenta de Miguel de Eguía con el título de Historia del invencible cavallero don Polindo, hijo del rey Paciano rey de Numidia & de las maravillosas fazañas y estrañas aventuras que andando por el mundo acabó por amores de la princesa Belisia, fija del rey Naupilio rey de Macedonia. No se conoce el nombre de su autor, quien, en lugar de seguir la práctica de los autores de este género literario, de dedicar su obra a grandes personajes de la aristocracia, encomendó su obra a Jesucristo. 
La obra relata la vida y aventuras del caballero Polindo, hijo del rey Paciano de Numidia y de su esposa Polimira, princesa de la pequeña Bretaña. Al nacer, el niño es raptado por una de las hadas de la Fuente Clara, la cual lo cría y al ser de edad conveniente lo lleva a la corte de Numidia para que su padre lo arme caballero, y revelar su identidad. Después el joven parte en busca de aventuras y llega al reino de Macedonia, donde se enamora de Belisia, hija del monarca de ese país, y con la cual, después de muchas incidencias, contrae matrimonio secretamente. Pero además, una sabia llamada Leonisa encanta a Polindo para seducirlo y de esta unión nace un hijo llamado Leonís. 
El libro concluye anunciando una segunda parte, en la cual se narrarían las aventuras de un hijo de Polindo y Belisia, y que según el autor estaba ya escrita. Sin embargo, Polindo tuvo al parecer escasa popularidad ya que nunca se publicó ninguna continuación ni tampoco fue reimpreso.

## Confusiones asociadas con el libro
A pesar de su escaso éxito editorial, Polindo alcanzó cierta notoriedad entre los estudiosos de los libros de caballerías debido a una confusión de Pascual de Gayangos y Arce, el primer estudioso español del género caballeresco, quien en su Discurso preliminar sobre el tema supuso que Polindo pertenecía al ciclo caballeresco de los Palmerines y que era una continuación del Primaleón, por creer que el protagonista era Polendos, medio hermano de Primaleón e hijo extramatrimonial de Palmerín de Oliva y de la reina de Tarsi. Por esta razón, Gayangos etiquetó a Polindo como libro tercero del ciclo de los Palmerines. También se pensó que era el original del libro de caballerías italiano Polendos, publicado por Pietro Lauro en 1566, en la cual sí se relatan las aventuras del hijo de Palmerín de Oliva. También se afirmó que en 1580 había sido el primer libro del ciclo palmeriniano traducido al francés, aunque esa condición en realidad correspondía al Primaleón, mientras que Polindo nunca fue traducido a otros idiomas.